# 로즈 롤린스
로즈 롤린스(Rose Rollins, 1978년 4월 30일 ~ )는 미국의 배우이다.

## 출연 작품
- 더 캐치 (2016)
- 길트 바이 어쏘시에이션 (2015)
- 픽셀 (2015)
- 걸트래쉬: 올 나이트 롱 (2014)
- 체이스 (2010)
- 썸딩 뉴 (2006)
- 미션 임파서블 3 (2006)
- 언디스퓨티드 (2002)
- 웨스트 윙 시즌1 (1999)